# Observatoire national de la vie étudiante
 (mars 2014).
Si vous disposez d'ouvrages ou d'articles de référence ou si vous connaissez des sites web de qualité traitant du thème abordé ici, merci de compléter l'article en donnant les références utiles à sa vérifiabilité et en les liant à la section « Notes et références ».
 (mars 2014).
L'Observatoire national de la Vie Étudiante (OVE) est un organisme public de recherche créé en 1989 chargé d’étudier et d’analyser les conditions de vie des étudiants en France. Il est institué par Lionel Jospin, alors ministre de l'Éducation nationale. 
Pour mener à bien ses recherches, l’OVE adresse un questionnaire (en ligne depuis 2010) auprès des étudiants eux-même tout en garantissant la validité scientifique des résultats (les enquêtes sont réalisées auprès d’un échantillon représentatif de la population étudiante en France).
De 1994-2006, des enquêtes nationales sont organisées tous les trois ans. Ces dernières portent sur tous les aspects de la vie étudiante : les cadres et techniques d’étude (emploi du temps, opinions sur les établissements d’enseignement), les dépenses, les activités rémunérées et autres ressources, le degré d’autonomie, le logement, la santé, la mobilité internationale, les loisirs et les pratiques culturelles, entre autres. Ces enquêtes ont notamment servi de base à l’étude de la condition étudiante publiée dans l’ouvrage «Les étudiants en France». Histoire et sociologie d'une nouvelle jeunesse.
En 2011, l'OVE publie un ouvrage collectif, Les mondes étudiants. Enquête Conditions de vie 2010, présentant une analyse thématique des résultats de sa 6e enquête Conditions de vie des étudiants. Plusieurs chercheurs ont participé à cet ouvrage : Feres Belghith, Philippe Cordazzo, Philippe Coulangeon, Valérie Erlich, Olivier Galland, Jean-François Giret, Cédric Hugrée, Annick Kieffer, Anne Laferrère, Catherine Marry, Saeed Paivandi, Tristan Poullaouec, Arnaud Régnier-Loilier, Georges Solaux, Élise Tenret, Élise Verley, Ronan Vourc’h et Sandra Zilloniz.

En 2013, l’OVE lance sa 7e enquête nationale intitulée Conditions de vie des étudiants. Pour cette édition, plus de 200 000 étudiants ont été invités à répondre au questionnaire. Près de 51 000 étudiants y ont participé, soit un taux de réponse brut de 25,6 %.
Les sujets de recherche portent notamment sur les politiques universitaires de la vie étudiante, sur les transports, les ressources et dépenses, l'alimentation et la santé des étudiants. De manière plus marginale, ils abordent aussi la question des engagements étudiants. 
Les résultats de ces travaux sont régulièrement publiés sous la forme de rapports ou dans le cadre des OVE-Infos.
L’OVE est également à l’initiative d’un prix récompensant les lauréats d’un concours annuel. Les candidats doivent présenter un travail de recherche réalisé dans le cadre universitaire (de niveau bac +4 minimum) dans le domaine de la vie étudiante.

## Composition
L'OVE a à sa tête un Conseil composé de représentants :
- de l'enseignement supérieur
- des collectivités territoriales
- des organisations étudiantes représentatives
- des mutuelles étudiantes
- du Directeur de l'Enseignement Supérieur et du directeur du CNOUS en qualité d'observateurs permanents.

En mai 2011, Monique Ronzeau a été nommée présidente du conseil de l'Observatoire de la vie étudiante, sur l'arrêté du ministère de l'Enseignement supérieur et de la Recherche paru au Journal officiel du samedi 28 mai 2011. IGAENR depuis janvier 2009, Monique Ronzeau succède à Guillaume Houzel qui a démissionné de ses fonctions en octobre 2008.
Un comité scientifique composé de chercheurs assure la direction des recherches et des études.
L'activité quotidienne est prise en charge par une équipe opérationnelle.

## Publications
- Les mondes étudiants. Enquête Conditions de vie 2010 sous la direction d'Olivier Galland, Elise Verley et Ronan Vourc'h
- Les étudiants en France. Histoire et sociologie d'une nouvelle jeunesse sous la direction de Louis Gruel, Olivier Galland et Guillaume Houzel
- Sortir sans diplôme de l'Université. Comprendre les parcours d'étudiants « décrocheurs », de Nathalie Beaupère et Gérard Boudesseul
- Politiques de vie étudiante des universités de Guillaume Houzel et Florence Kunian
- Du secondaire au supérieur. Continuités et ruptures dans les conditions de vie des jeunes de Thierry Chevaillier, Séverine Landrier et Nadia Nakhili
- Les étudiants étrangers en France. Enquête sur les projets, les parcours et les conditions de vie de Ridha Ennafaa et Saeed Paivand
- 20 questions sur la vie étudiante de l'Observatoire national de la vie étudiante
- L'abandon des études supérieures de Nathalie Beaupère, Lucile Chalumeau, Nicolas Gury et Cédric Hugrée